# 克柳奇夫卡
49°47′30″N 26°54′48″E / 49.79167°N 26.91333°E
克柳奇夫卡（烏克蘭語：Ключівка）是位於烏克蘭西部的村莊，由赫梅利尼茨基州裡赫梅利尼茨基區的安東尼尼市鎮負責管轄。該村始建於1945年，面積1.04平方公里，海拔高度287米，2001年人口383，人口密度每平方公里367.21人。